# Personnel de la WWE
 (juillet 2025).
- Si vous ne connaissez pas le sujet, laissez ce bandeau (vous pouvez alors contacter les auteurs).
- Si vous supprimez le contenu mis en cause (vous pouvez préalablement contacter les auteurs),

argumentez précisément cette suppression dans la page de discussion
(un manque de référence n'est pas un argument ; une recherche réelle de référence doit avoir été effectuée, être formellement documentée).

Logo de la WWE.

Cet article traite du personnel de la WWE et présente une liste des personnes employées et/ou sous contrat à la World Wrestling Entertainment, société spécialisée dans l'industrie du catch, et de celles qui se trouvent dans le territoire de développement : Raw, SmackDown et NXT.
Note : les nationalités mentionnées ne sont pas celles des personnages interprétés à l'écran et/ou sur le ring, mais les véritables nationalités de chaque personne ou leur pays d'origine.

## Roster principal

### WWE Raw

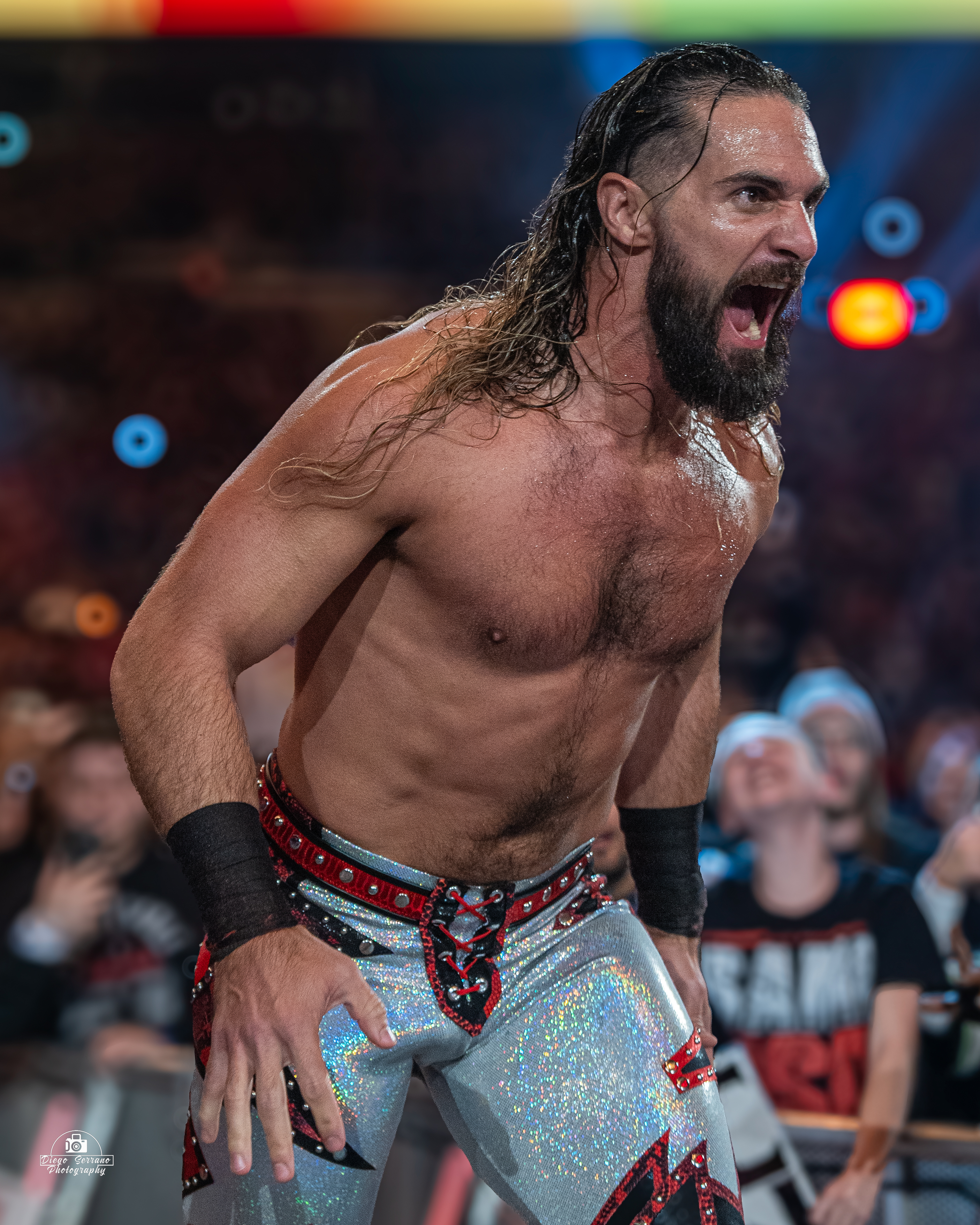
Seth Rollins, l'actuel World Heavyweight Champion.

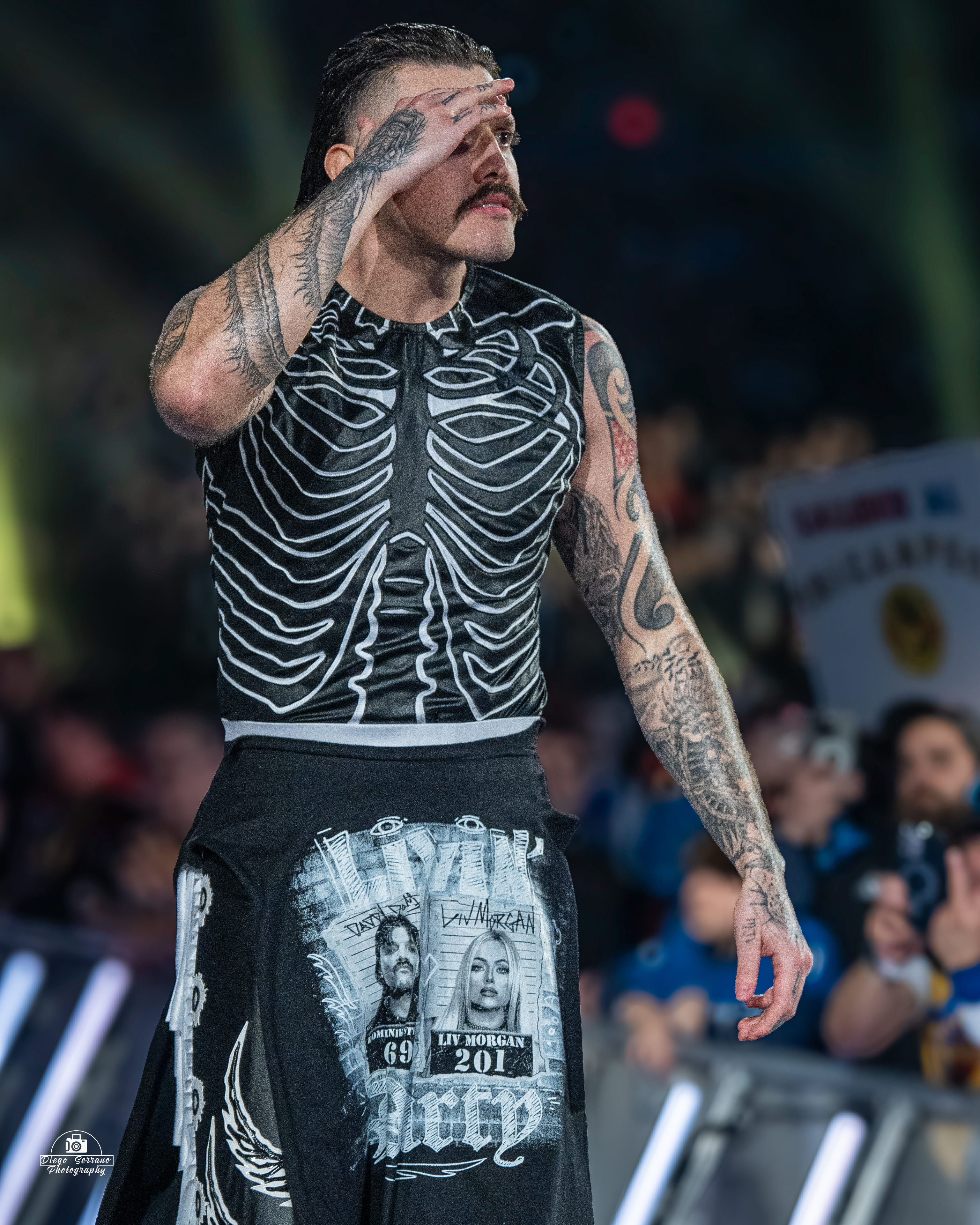
Dominik Mysterio, l'actuel Intercontinental Champion

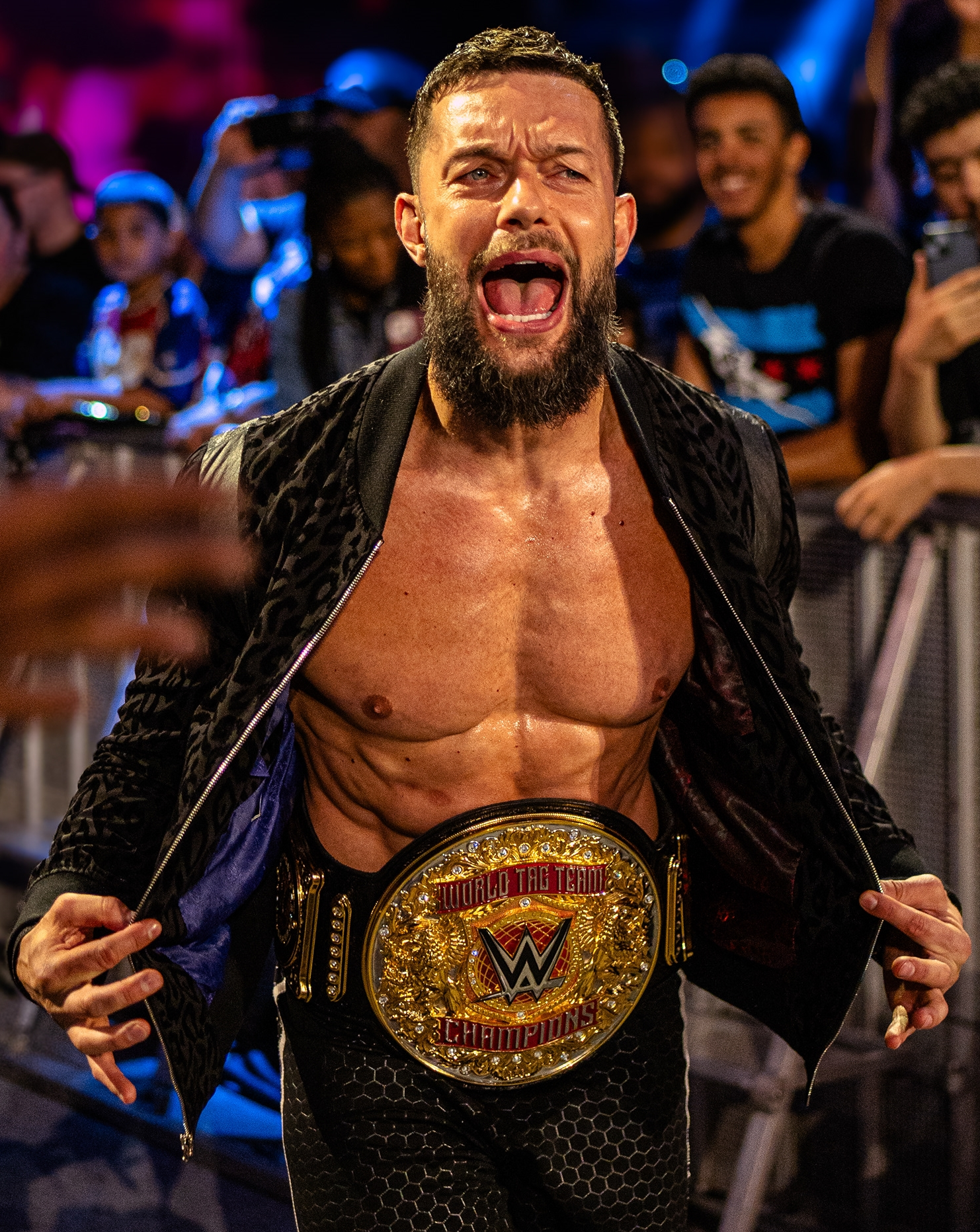
Finn Bálor, l'actuel moitié des World Tag Team Champions

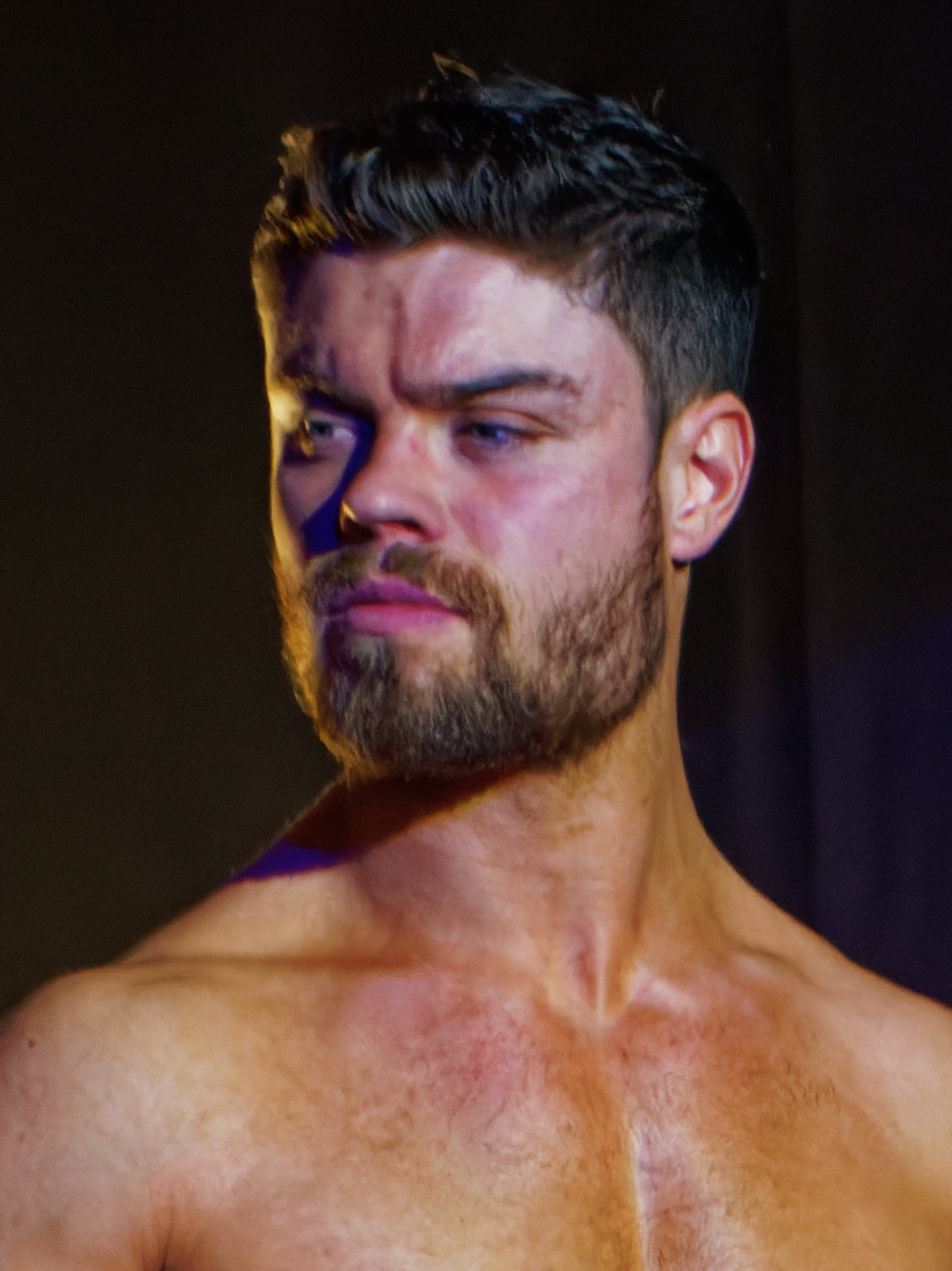
JD McDonagh, l'actuel moitié des World Tag Team Champions

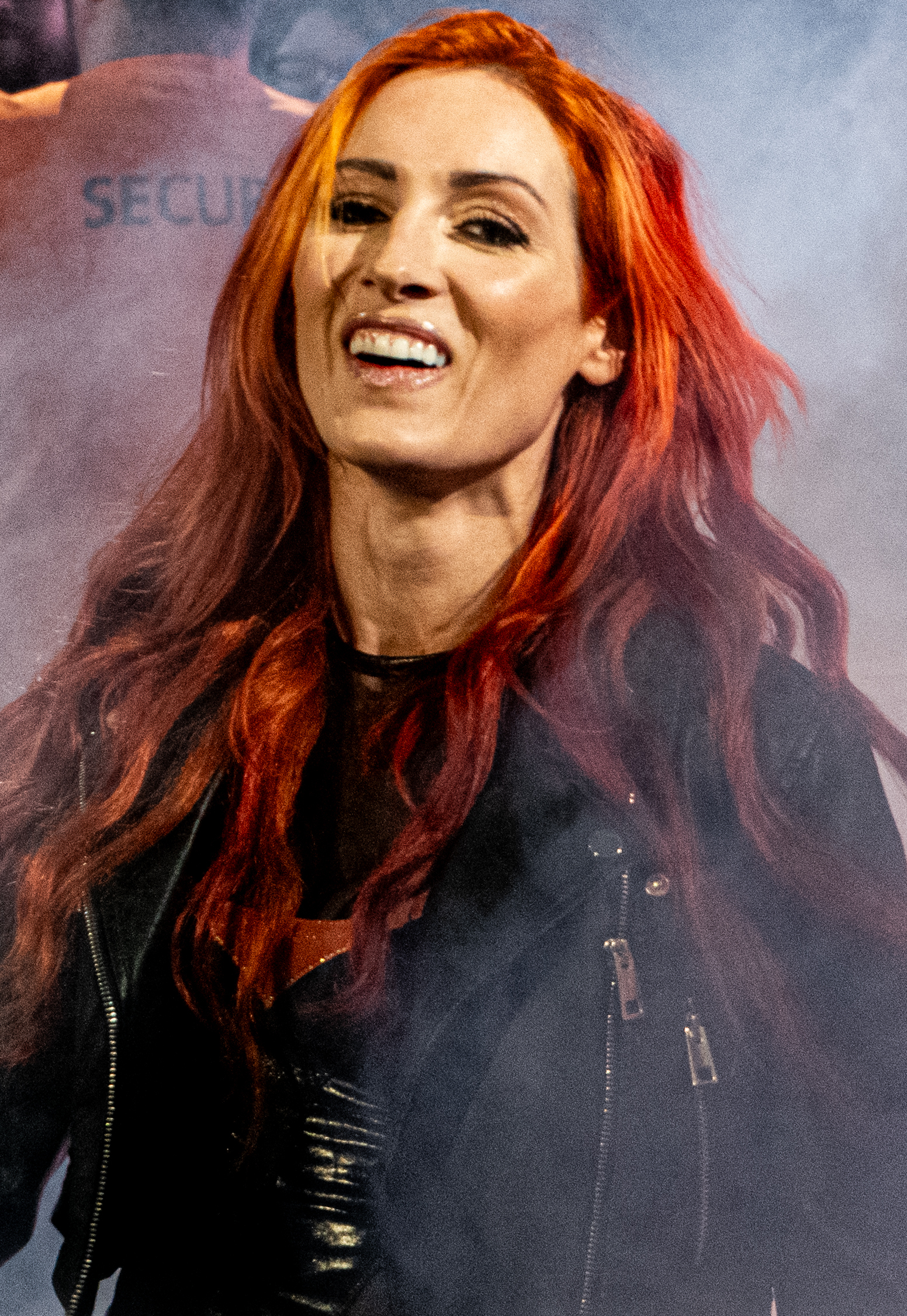
Becky Lynch, l'actuelle Women's Intercontinental Champion.

| Nom de scène     | Nom réel             | Notes                                          |
| ---------------- | -------------------- | ---------------------------------------------- |
| AJ Styles        | Allen Jones          |                                                |
| Akira Tozawa     | Akira Tozawa         |                                                |
| Austin Theory    | Austin White         | Inactif, blessure inconnue                     |
| Bron Breakker    | Bronson Rechsteiner  |                                                |
| Bronson Reed     | Jermaine Haley       |                                                |
| Brutus Creed     | Drew Kasper          |                                                |
| Chad Gable       | Chas Betts           | Inactif, blessé au bras                        |
| CM Punk          | Phil Brooks          |                                                |
| Cruz Del Toro    | Raúl Mendoza         |                                                |
| Dominik Mysterio | Dominik Gutiérrez    | Intercontinental Champion                      |
| Dragon Lee       | Muñoz González       |                                                |
| Erik             | Raymond Rowe Sr.     |                                                |
| Finn Bálor       | Fergal Devitt        | World Tag Team Champion                        |
| Grayson Waller   | Matt Farrelly        |                                                |
| Gunther          | Walter Hahn          | Inactif, fracture au nez                       |
| Ilja Dragunov    | Ilja Rukober         | Inactif, LCA déchiré                           |
| Ivar             | Todd Smith           |                                                |
| JD McDonagh      | Jordan Devlin        | World Tag Team Champion                        |
| Jey Uso          | Joshua Fatu          |                                                |
| Joaquin Wilde    | Michael Paris        |                                                |
| Julius Creed     | Jacob Kasper         |                                                |
| Kofi Kingston    | Kofi Sarkodie-Mensah |                                                |
| LA Knight        | Shaun Ricker         |                                                |
| Logan Paul       | Logan Paul           |                                                |
| Ludwig Kaiser    | Marcel Barthel       | Speed Champion                                 |
| Otis             | Nikola Bogojevic     |                                                |
| Penta            | Inconnu              |                                                |
| Pete Dunne       | Peter England        | Producteur de WWE Speed                        |
| Rey Mysterio     | Óscar Gutiérrez      | Hall of Famer Inactif, déchirure à l'abducteur |
| Rusev            | Miroslav Barnyshev   |                                                |
| Seth Rollins     | Colby Lopez          | World Heavyweight Champion                     |
| Sheamus          | Stephen Farrelly     |                                                |
| Tyler Bate       | Tyler Bate           |                                                |
| Xavier Woods     | Austin Watson        |                                                |

| Nom de scène     | Nom réel                | Notes                             |
| ---------------- | ----------------------- | --------------------------------- |
| Asuka            | Kanako Urai             |                                   |
| Bayley           | Pamela Rose Martinez    |                                   |
| Becky Lynch      | Rebecca Quin            | Women's Intercontinental Champion |
| Ivy Nile         | Emily Andzulis          |                                   |
| Iyo Sky          | Masami Odate            |                                   |
| Kairi Sane       | Kaori Housako           |                                   |
| Kiana James      | Kayla Inlay             |                                   |
| Liv Morgan       | Gionna Daddio           | Inactive, blessée à l'épaule      |
| Lyra Valkyria    | Aoife Cusack            |                                   |
| Maxxine Dupri    | Sydney Zmrzel           |                                   |
| Naomi            | Trinity Fatu            | Inactive, congé maternité         |
| Natalya          | Natalie Neidhart-Wilson |                                   |
| Raquel Rodriguez | Victoria Gonzalez       |                                   |
| Rhea Ripley      | Demi Bennett            |                                   |
| Roxanne Perez    | Carla Gonzalez          |                                   |
| Stephanie Vaquer | Stephanie Vaquer        |                                   |
| Zoey Stark       | Theresa Serrano         | Inactive, blessée à la jambe      |

| Nom de scène   | Nom réel              | Notes                                                                |
| -------------- | --------------------- | -------------------------------------------------------------------- |
| Adam Pearce    | Adam Pearce           | General Manager de Raw                                               |
| Alicia Taylor  | Alicia Warrington     | Annonceuse                                                           |
| Cathy Kelley   | Catherine Anne Kelley | Intervieweuse                                                        |
| Jackie Redmond | Jackie Redmond        | Intervieweuse                                                        |
| Michael Cole   | Michael Coulthard     | Commentateur                                                         |
| Pat McAfee     | Patrick Justin McAfee | Commentateur                                                         |
| Paul Heyman    | Paul Heyman           | Hall of Famer Manager de Seth Rollins, Bron Breakker et Bronson Reed |

### WWE SmackDown

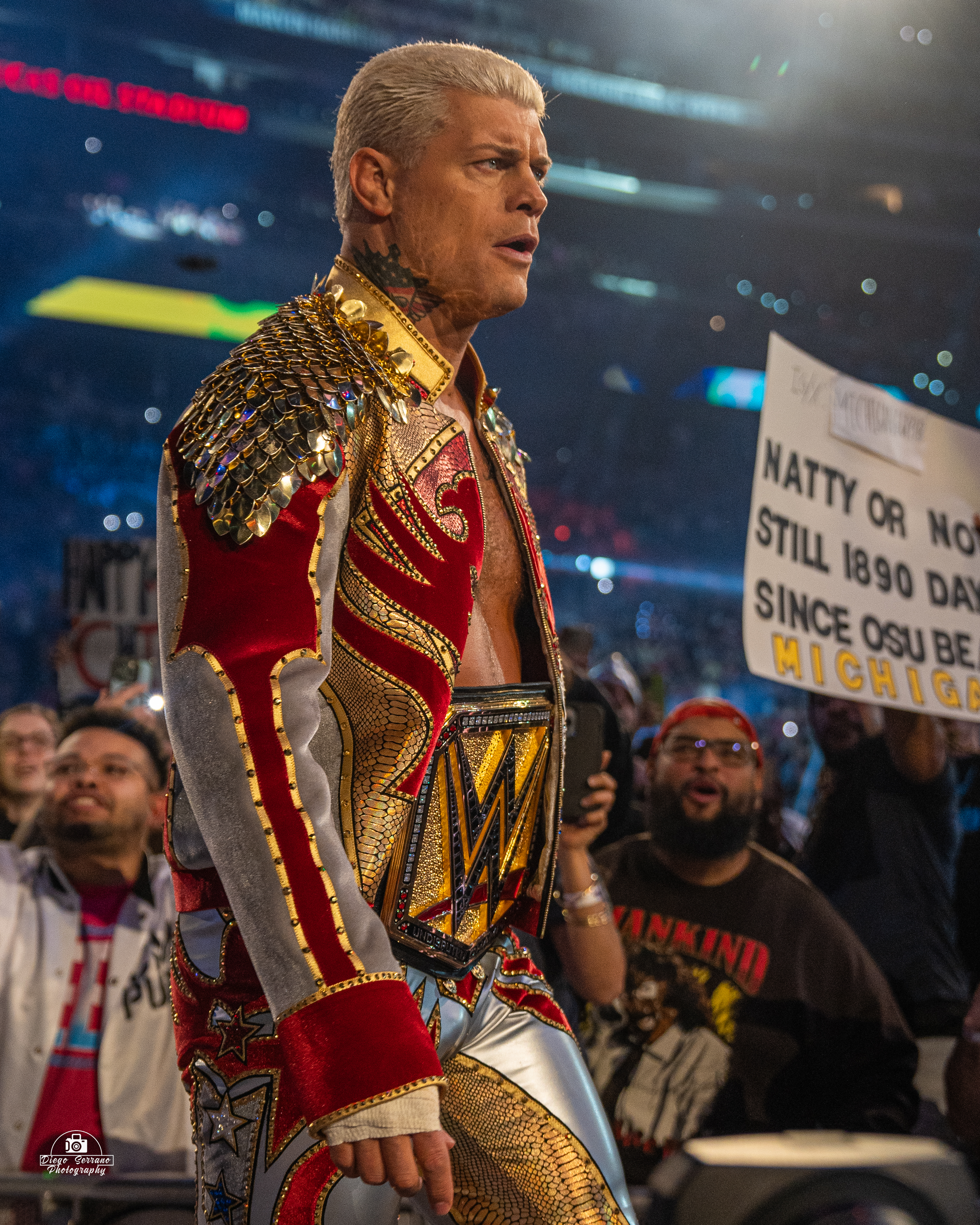
Cody Rhodes, l'actuel Undisputed WWE Champion

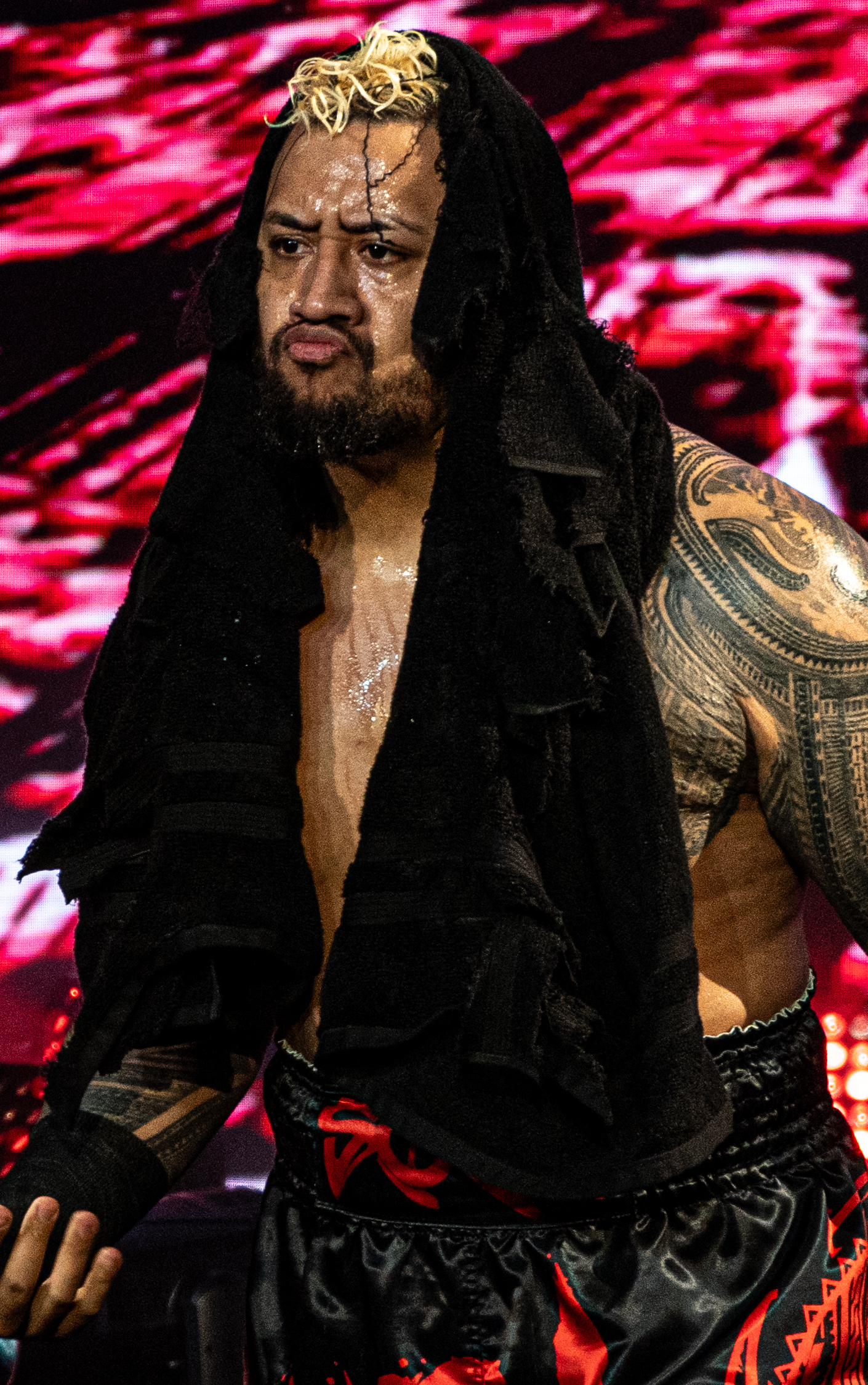
Solo Sikoa, l'actuel United States Champion

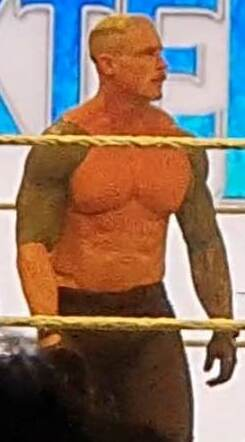
Dexter Lumis, l'actuel moitié des Tag Team Champions

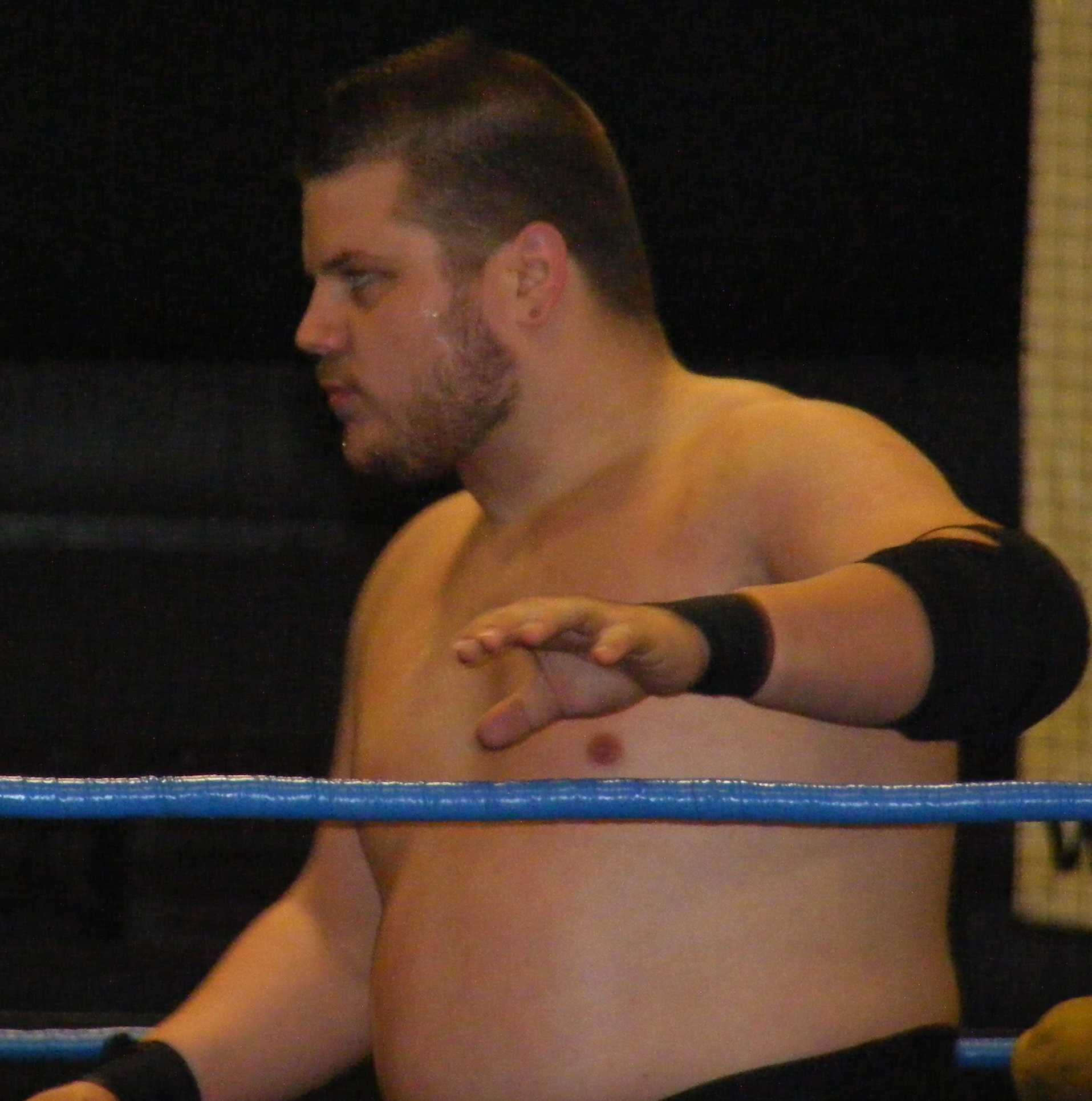
Joe Gacy, l'actuel moitié des Tag Team Champions

Tiffany Stratton, l'actuelle Women's Champion

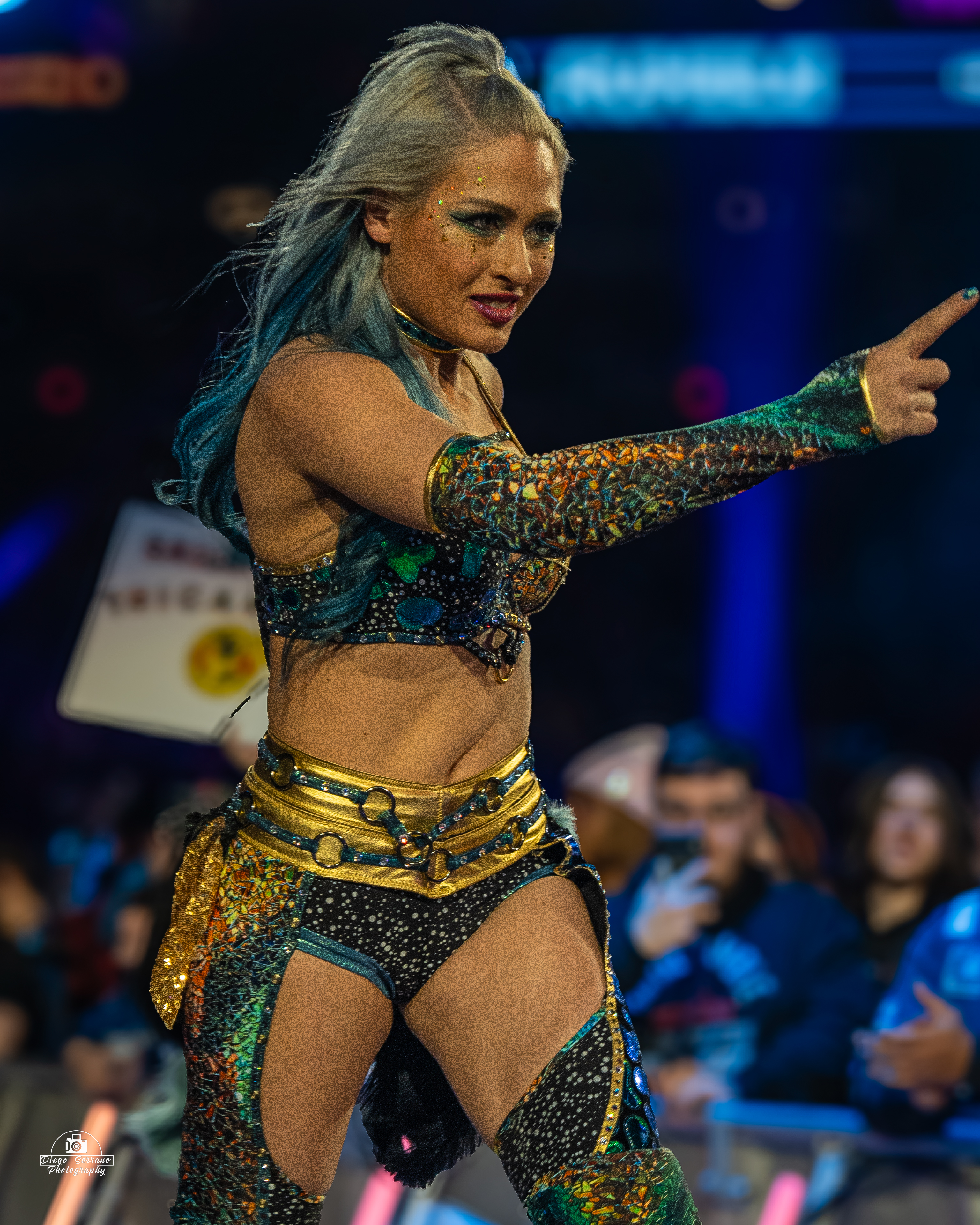
Giulia, l'actuelle Women's United States Champion

| Nom de scène      | Nom réel                | Notes                          |
| ----------------- | ----------------------- | ------------------------------ |
| Aleister Black    | Tommy Budgen            |                                |
| Alex Shelley      | Patrick Martin          |                                |
| Andrade           | Manuel Alfonso          |                                |
| Angel             | Humberto Garza Solano   |                                |
| Angelo Dawkins    | Gary Gordon             |                                |
| Apollo Crews      | Sesugh Uhaa             | Inactif, déchirure du pectoral |
| Axiom             | Carlos Ruiz             |                                |
| Berto             | Humberto Garza Carrillo |                                |
| Carmelo Hayes     | Christian Brigham       |                                |
| Chris Sabin       | Joshua Harter           |                                |
| Cody Rhodes       | Cody Runnels            | Undisputed WWE Champion        |
| Damian Priest     | Luis Martinez           |                                |
| Dexter Lumis      | Samuel Shaw             | Tag Team Champion              |
| Drew McIntyre     | Drew Galloway           |                                |
| Elton Prince      | Eddie Cornell           | Inactif, blessure inconnue     |
| Erick Rowan       | Joseph Ruud             |                                |
| Jacob Fatu        | Jacob Fatu              |                                |
| JC Mateo          | Jeffrey Cobb            |                                |
| Jimmy Uso         | Jonathan Fatu           |                                |
| Joe Gacy          | Joseph Ruby             | Tag Team Champion              |
| Johnny Gargano    | John Gargano            |                                |
| Kevin Owens       | Kevin Steen             | Inactif, blessé au cou         |
| Kit Wilson        | Sammy Smooth            |                                |
| Montez Ford       | Kenneth Crawford        |                                |
| Nathan Frazer     | Benjamin Timms          |                                |
| R-Truth           | Ron Killings            |                                |
| Randy Orton       | Randall Keith Orton     |                                |
| Rey Fénix         | Manuel Ferreyra Morales |                                |
| Roman Reigns      | Leati Anoa'i            |                                |
| Sami Zayn         | Rami Sebei              |                                |
| Santos Escobar    | Jorge Alcantar Bolly    |                                |
| Shinsuke Nakamura | Shinsuke Nakamura       |                                |
| Solo Sikoa        | Joseph Fatu             | United States Champion         |
| Talla Tonga       | Taula Fifita            |                                |
| Tama Tonga        | Alipate Fifita          | Inactif, blessure inconnue     |
| The Miz           | Michael Mizanin         |                                |
| Tommaso Ciampa    | Tommaso Whitney         |                                |
| Tonga Loa         | Tevita Fifita           |                                |
| Uncle Howdy       | Taylor Rotunda          |                                |

| Nom de scène     | Nom réel         | Notes                          |
| ---------------- | ---------------- | ------------------------------ |
| Alba Fyre        | Kayleigh Rae     |                                |
| Alexa Bliss      | Lexi Kaufman     | Women's Tag Team Champion      |
| B-Fab            | Briana Brandy    |                                |
| Bianca Belair    | Bianca Blair     | Inactive, blessée au doigt     |
| Candice LeRae    | Candice Gargano  |                                |
| Charlotte Flair  | Ashley Fleihr    | Women's Tag Team Champion      |
| Chelsea Green    | Chelsea Green    |                                |
| Giulia           | Eimi Matsudo     | Women's United States Champion |
| Jade Cargill     | Jade Cargill     |                                |
| Michin           | Stephanie Lee    |                                |
| Nia Jax          | Savelina Fanene  |                                |
| Nikki Cross      | Nicola Glencross |                                |
| Piper Niven      | Kimberly Benson  |                                |
| Tiffany Stratton | Jessica Woynilko | Women's Champion               |
| Zelina Vega      | Thea Trinidad    |                                |

| Nom de scène  | Nom réel                 | Notes                        |
| ------------- | ------------------------ | ---------------------------- |
| Byron Saxton  | Bryan Kelly              | Intervieweur                 |
| Joe Tessitore | Joseph Tessitore         | Commentateur                 |
| Mark Nash     | Mark Shunock             | Annonceur                    |
| Nick Aldis    | Nicholas Aldis           | General Manager de SmackDown |
| Wade Barrett  | Stuart Alexander Bennett | Commentateur                 |

## WWE NXT

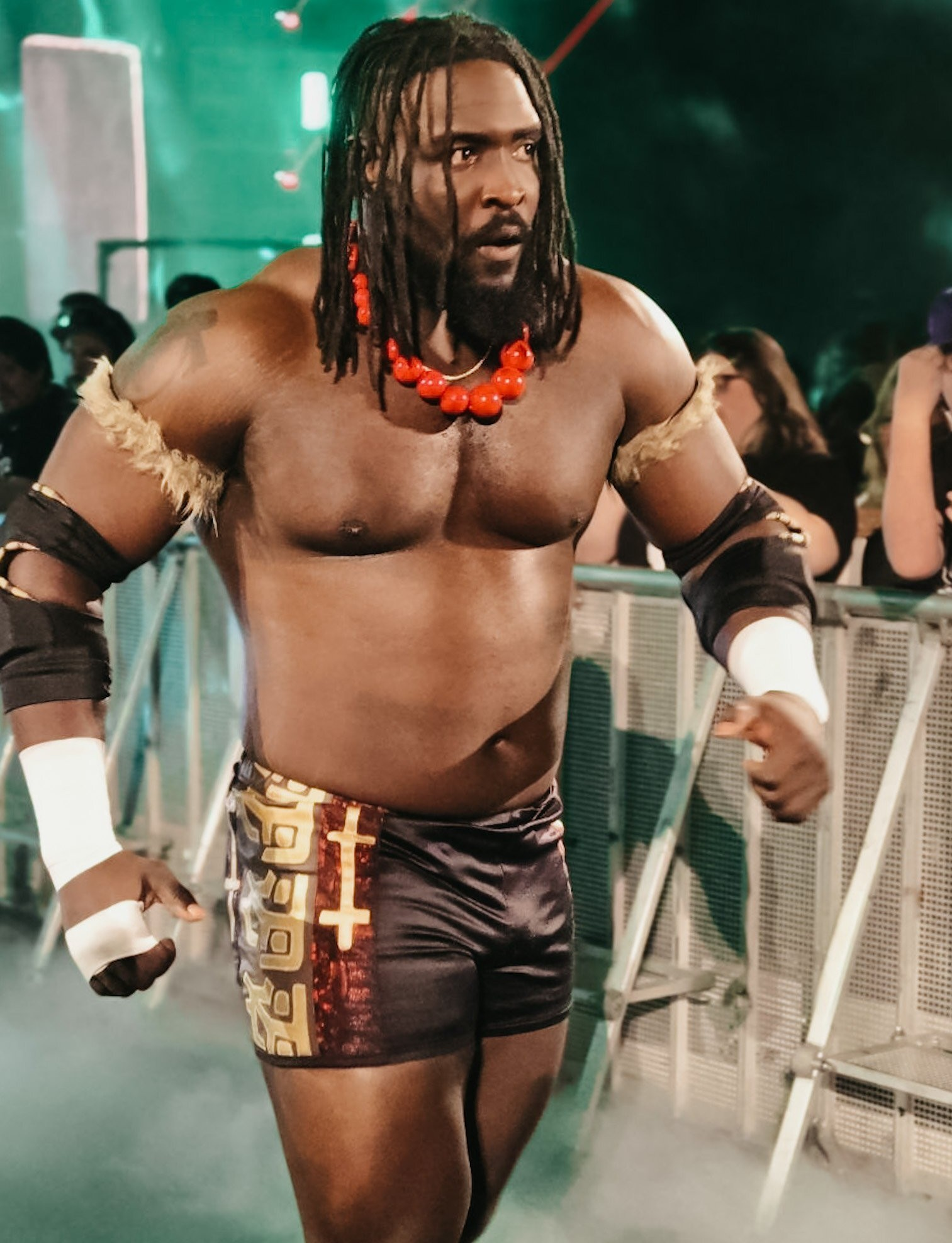
Oba Femi, l'actuel NXT Champion

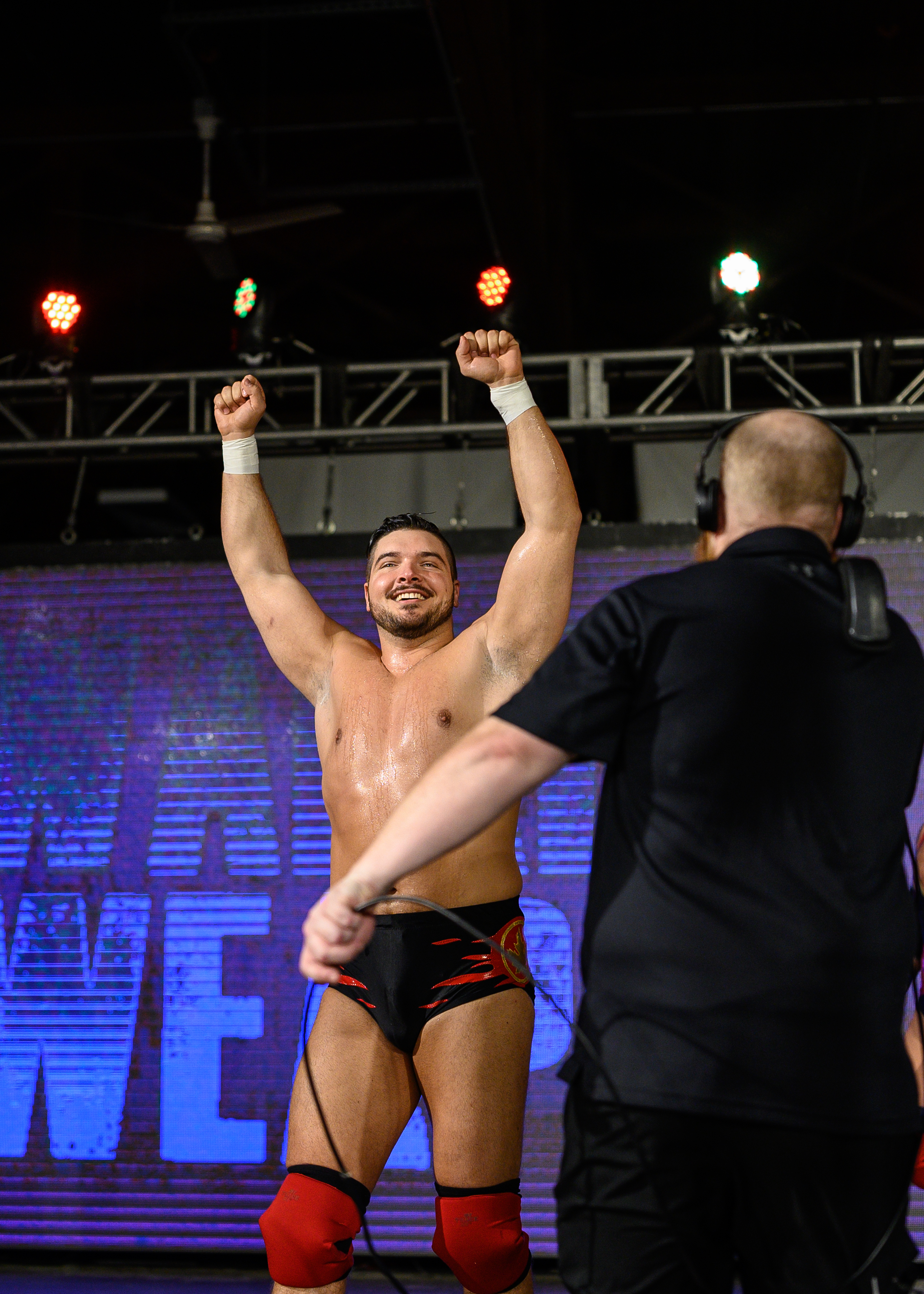
Ethan Page, l'actuel NXT North American Champion

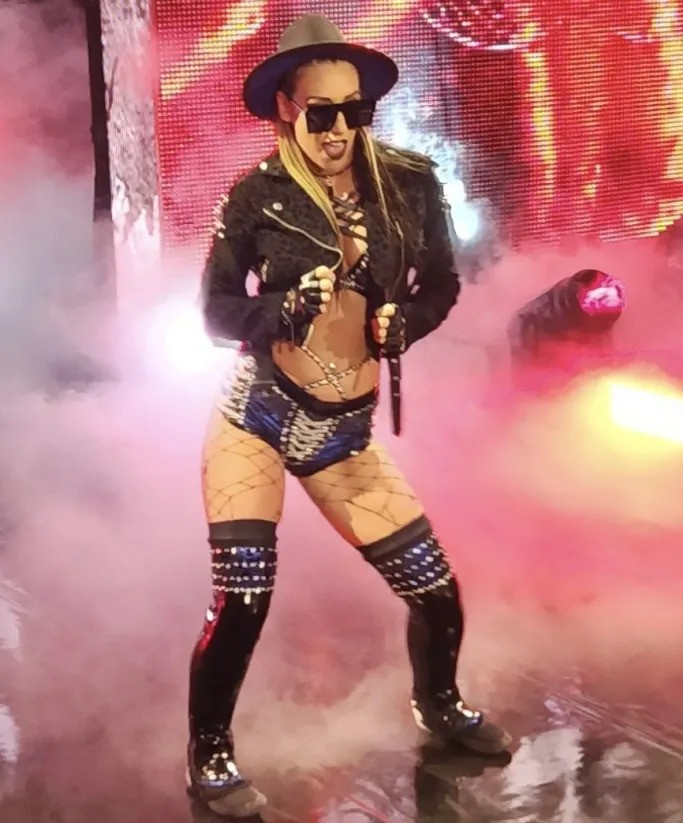
Jacy Jayne, l'actuelle NXT Women's Champion

Sol Ruca, l'actuelle NXT Women's North American Champion et Speed Women's Champion

| Nom de scène     | Nom réel              | Statut                      |
| ---------------- | --------------------- | --------------------------- |
| Andre Chase      | Chance Barrow         |                             |
| Bronco Nima      | Edwin Grande          |                             |
| Brooks Jensen    | Benjamin Buchanan     |                             |
| Channing Lorenzo | Mitchell Lavalley     | Heritage Cup Champion       |
| Charlie Dempsey  | Bailey Matthews       |                             |
| Cutler James     | Jonah Niesenbaum      |                             |
| Dante Chen       | Sean Tan              |                             |
| Dion Lennox      | Andrzej Hughes-Murray |                             |
| Edris Enofe      | Inyene Umoh           |                             |
| Ethan Page       | Julian Micevski       | NXT North American Champion |
| Hank Walker      | Joseph Sculthorpe     | NXT Tag Team Champion       |
| Jasper Troy      | Antione Frazier       |                             |
| Je'Von Evans     | Malachi Jeffers       |                             |
| Josh Briggs      | Joshua Bruns          |                             |
| Kale Dixon       | Caleb Balgaard        |                             |
| Lexis King       | Brian Pillman         |                             |
| Luca Crusifino   | Roman Macek           |                             |
| Lucien Price     | Nnamdi Oguayo         |                             |
| Malik Blade      | Joshua Dawkins        |                             |
| Myles Borne      | David Bostian         |                             |
| Niko Vance       | Skylor Clinton        |                             |
| Noam Dar         | Noam Dar              | Inactif, blessé             |
| Oba Femi         | Isaac Odugbesan       | NXT Champion                |
| Osiris Griffin   | Josh Black            |                             |
| Ricky Saints     | Richard Starks        |                             |
| Ridge Holland    | Luke Menzies          |                             |
| Saquon Shugars   | Copeland Barbee       |                             |
| Shawn Spears     | Ronald Arneill        |                             |
| Tank Ledger      | Joe Spivak            | NXT Tag Team Champion       |
| Tavion Heights   | G'Angelo Hancock      |                             |
| Tony D'Angelo    | Joe Ariola            |                             |
| Trick Williams   | Matrick Belton        | TNA World Champion          |
| Tyriek Igwe      | Chukwusom Enekwechi   |                             |
| Tyson DuPont     | Rickssen Opont        |                             |
| Uriah Connors    | Brogan Finlay         |                             |
| Wes Lee          | Deveon Everhart       |                             |

| Nom de scène    | Nom réel            | Notes                                                      |
| --------------- | ------------------- | ---------------------------------------------------------- |
| Adriana Rizzo   | Anna Keefer         | Inactive, déchirure du LCA                                 |
| Arianna Grace   | Bianca Carelli      |                                                            |
| Blake Monroe    | Mariah May Mead     |                                                            |
| Brinley Reece   | Breanna Ruggiero    | Inactive, blessure à l'épaule                              |
| Carlee Bright   | Kennedy Cummins     |                                                            |
| Fallon Henley   | Theresa Schuessler  |                                                            |
| Izzi Dame       | Franki Strefling    |                                                            |
| Jacy Jayne      | Taylor Grado        | NXT Women's Champion Knockout Champion                     |
| Jaida Parker    | Tiana Caffey        |                                                            |
| Jazmyn Nyx      | Jade Gentile        |                                                            |
| Jordynne Grace  | Patricia Parker     |                                                            |
| Karmen Petrovic | Monika Klisara      |                                                            |
| Kelani Jordan   | Lea Mitchell        |                                                            |
| Kendal Grey     | Peyton Prussin      |                                                            |
| Lainey Reid     | Tylynn Register     |                                                            |
| Lash Legend     | Anriel Howard       |                                                            |
| Lola Vice       | Valerie Loureda     |                                                            |
| Nikkita Lyons   | Faith Jefferies     |                                                            |
| Sol Ruca        | Calyx Hampton       | NXT Women's North American Champion Speed Women's Champion |
| Tatum Paxley    | Natalie Holland     |                                                            |
| Thea Hail       | Madison Knisley     |                                                            |
| Tyra Mae Steele | Tamyra Mensah-Stock |                                                            |
| Wendy Choo      | Karen Yu            |                                                            |
| Wren Sinclair   | Madison Dombkowski  |                                                            |
| Zaria           | Daria Hodder        |                                                            |

| Nom de scène    | Nom réel                  | Notes                                                  |
| --------------- | ------------------------- | ------------------------------------------------------ |
| Ava             | Simone Johnson            | General Manager de NXT                                 |
| Blake Howard    | Blake Chadwick            | Commentateur pour Main Event                           |
| Booker T        | Robert Booker Tio Huffman | Hall of Famer Commentateur                             |
| Corey Graves    | Matt Polinsky             | Commentateur Commente également à Raw                  |
| Kelly Kincaid   | Kelly Verbil              | Intervieweuse                                          |
| Mike Rome       | Austin Romero             | Annonceur                                              |
| Mr.Stone        | Robert Strauss            | Assistant de Ava Commentateur de Evolve                |
| Sarah Schreiber | Sarah Schreiber           | Intervieweuse                                          |
| Stevie Turner   | Lucy Garland              | Assistante de Ava GM de Evolve Catcheuse occasionnelle |
| Vic Joseph      | Victor Travagliante       | Commentateur                                           |

### Evolve
- Les superstars de WWE Evolve sont aussi les participants au programme WWE ID et participe au live event de NXT.

| Nom de scène     | Nom réel           | Statut          |
| ---------------- | ------------------ | --------------- |
| Anthony Luke     | Anthony Luke       |                 |
| BJ Ray           | Brayden Ray        |                 |
| Brad Baylor      | Brad Baylor        |                 |
| Braxton Cole     | Cam Gagnon         |                 |
| Bryce Donovan    | Brison Farner      |                 |
| Cappuccino Jones | Inconnu            | ID Champion     |
| Chris Island     | Christopher Island |                 |
| Draco Knox       | Drake Starks       |                 |
| Drake Morreaux   | Beau Morris        |                 |
| Elijah Holyfield | Elijah Holyfield   |                 |
| Harlem Lewis     | Vincent Winey      |                 |
| It's Gal         | Gal Barkey         |                 |
| Jackson Drake    | Jackson Drake      | Evolve Champion |
| Jake Cartwheel   | Jack Summit        |                 |
| Jamar Hampton    | Troy Yearwood      |                 |
| Jordan Oasis     | Inconnu            |                 |
| Keanu Carver     | Kevin Robertson    |                 |
| Lance Anoa'i     | Lance Anoa'i       |                 |
| Ricky Smokes     | Inconnu            |                 |
| Sam Holloway     | Samuel Hollowey    |                 |
| Sean Legacy      | Sean Rossini       |                 |
| Shiloh Hill      | Thunder Keck       |                 |
| Timothy Thatcher | Timothy Moura      |                 |
| Trill London     | Atrilleon Williams |                 |

| Nom de scène    | Nom réel            | Notes                   |
| --------------- | ------------------- | ----------------------- |
| Aria Bennett    | Ajiea Lee Hargrave  |                         |
| Bayley Humphrey | Breanna Covington   |                         |
| Chantel Monroe  | Derrian Gobourne    |                         |
| Dani Sekelsky   | Danielle Sekelsky   |                         |
| Haze Jameson    | Hayley Montoya      |                         |
| Jin Tala        | Leigh Laurel        |                         |
| Kali Armstrong  | Destinee Brown      | Evolve Women's Champion |
| Kylie Rae       | Brianna Rae Sparrey | Women's ID Champion     |
| Layla Diggs     | Breanna Covington   |                         |
| Masyn Holiday   | Darci Khan          |                         |
| Penina Tuilaepa | Penina Tuilaepa     |                         |
| Sirena Linton   | Sirena Linton       |                         |
| Summer Sorrell  | Karyn Best          |                         |
| Tatyanna Dumas  | Tatyanna Dumas      |                         |
| Zara Zakher     | Gabi Crump          |                         |
| Zayda Steel     | Inconnue            |                         |
| Zena Sterling   | Olena Sadovska      |                         |

## Personnel non assigné
| Nom de scène | Nom réel                | Statut      |
| ------------ | ----------------------- | ----------- |
| Brock Lesnar | Brock Lesnar            | Agent libre |
| John Cena    | John Felix Anthony Cena | Agent libre |
| Omos         | Tolulope Omogbehin      | Agent libre |

| Nom de scène | Nom réel      | Statut |
| ------------ | ------------- | ------ |
| Tamina       | Sarona Reiher |        |

## Arbitres
| Nom de scène      | Nom réel           | Division                                              |
| ----------------- | ------------------ | ----------------------------------------------------- |
| Adrian Butler     | Darryl Sharma      | Arbitre Senior                                        |
| Chad Patton       | Chad Patton        | Arbitre Senior                                        |
| Charles Robinson  | Charles Robinson   | Arbitre Senior                                        |
| Chip Danning      | Christopher Sharpe |                                                       |
| Dallas Irvin      | Antrone Brewer     |                                                       |
| Dan Engler        | Daniel Engler      |                                                       |
| Danilo Anfibio    | Danilo Anfibio     |                                                       |
| Daphanie LaShaunn | Aja Smith          |                                                       |
| Derek Sanders     | Thomas Castor      |                                                       |
| Eddie Orengo      | Eddie Orengo       |                                                       |
| Felix Fernandez   | Inconnu            |                                                       |
| Gary Wilson       | Edwin Franken      |                                                       |
| Jason Ayers       | Jason Ayers        |                                                       |
| Jeremy Marcus     | Jeremy Marcus      |                                                       |
| Jessika Carr      | Jessika Heiser     |                                                       |
| Joey Gonzalez     | Inconnu            |                                                       |
| John Cone         | John Cone          | Gestionnaire principal des relations avec les talents |
| Rob Zapata        | Robert Vista       |                                                       |
| Ryan Tran         | Brian Nguyen       |                                                       |
| Shawn Bennett     | Matthew Bennett    |                                                       |
| Victoria D'Errico | Victoria D'Errico  |                                                       |

## Personnel hors antenne

### Centre d'entraînement
| Nom de scène     | Nom réel              | Nationalité | Poste                                          |
| ---------------- | --------------------- | ----------- | ---------------------------------------------- |
| AJ Winkler       | Alexander Winkler     | Américaine  | Entraîneur                                     |
| Alexa Scully     | Alexa Scully          | Américaine  | Responsable nutrition                          |
| Brian Duncan     | Brian Duncan          | Américaine  | Entraîneur principal                           |
| Fit Finlay       | David Finlay          | Américaine  | Entraîneur                                     |
| Johnny Moss      | John Mossop           | Américaine  | Entraîneur                                     |
| JP Major         | JP Major              | Américaine  | Directeur, Force et conditionnement physique   |
| Lince Dorado     | Jose Cordeiro         | Américaine  | Entraîneur                                     |
| Logan Byman      | Logan Byman           | Américaine  | Responsable, Force et conditionnement physique |
| Matt Bloom       | Matthew Bloom         | Américaine  | Entraîneur en chef                             |
| Norman Smiley    | Norman Anthony Smiley | Américaine  | Entraîneur                                     |
| Oney Lorcan      | Christopher Girard    | Américaine  | Entraineur                                     |
| Robbie Brookside | Robert Brooks         | Américaine  | Entraîneur                                     |
| Sara Amato       | Sara Amato            | Américaine  | Entraineuse chef adjoint                       |
| Sarah Barnett    | Sarah Barnett         | Américaine  | Entraîneur de force et de conditionnement      |
| Steve Corino     | Steven Eugene Corino  | Américaine  | Entraineur                                     |
| Tara Halaby      | Tara Halaby           | Américaine  | Entraîneuse                                    |
| Terry Taylor     | Paul Taylor III       | Américaine  | Entraîneur                                     |
| Tyler Breeze     | Matthew Clement       | Canadienne  | Entraîneur                                     |
| Wesley Blake     | Cory Weston           | Américaine  | Entraîneur                                     |

### Équipe créative
| Nom de scène        | Nom réel            | Notes                                              |
| ------------------- | ------------------- | -------------------------------------------------- |
| Alexandra Williams  | Alex Williams       | Scénariste pour Raw                                |
| Andrea Concepción   | Andrea Concepción   | Scénariste pour NXT                                |
| Brandon Carroll     | Brandon Carroll     | Scénariste pour NXT                                |
| Brian Parise        | Brian Parise        | Scénariste pour Raw                                |
| Bruce Prichard      | Bruce Prichard      | Directeur exécutif                                 |
| Bryan Yang          | Bryan Yang          | Scénariste pour Raw                                |
| Chad Barbash        | Chad Barbash        | Scénariste pour Raw                                |
| Christian Scovell   | Christian Scovell   | Scénariste pour SmackDown                          |
| Colby Applegate     | Colby Applegate     | Scénariste pour NXT                                |
| Colin Clark         | Colin Clark         | Scénariste pour SmackDown                          |
| Devyn Prieto        | Devyn Prieto        | Scénariste pour SmackDown                          |
| Drake Maverick      | James Curtin        | Scénariste pour Raw                                |
| Ed Koskey           | Edward Koskey       | Vice président du créatif                          |
| Eric Watts          | Eric Watts          | Scénariste pour SmackDown                          |
| Gabe Sapolsky       | Gabriel Sapolsky    | Consultant créatif                                 |
| George Carroll      | George Carroll      | Scénariste pour NXT                                |
| Ioannis Fillippides | Ioannis Fillippides | Scénariste pour SmackDown                          |
| Jeremy Borash       | Jeremy Borash       | Directeur principal du contenu et du développement |
| John Swikata        | John Swikata        | Scénariste en chef pour SmackDown                  |
| Johnny Russo        | Johnny Russo        | Scénariste en chef pour NXT                        |
| Jonathan Baeckstrom | Jonathan Baeckstrom | Scénariste en chef pour Raw                        |
| Michael Kirshenbaum | Michael Kirshenbaum | Scénariste pour SmackDown                          |
| Patrick Scott       | Patrick McAlpine    | Scénariste pour SmackDown                          |
| Rob Fee             | Rob Fee             | Directeur de la création                           |
| Ryan Ward           | Ryan Ward           | Scénariste pour Raw                                |

### Producteurs
| Nom de scène   | Nom réel            | Notes                                                              |
| -------------- | ------------------- | ------------------------------------------------------------------ |
| Billy Kidman   | Peter Gruner        | Coordonnateur de programme                                         |
| Chris Parks    | Chris Parks         |                                                                    |
| Jamie Noble    | James Gibson        |                                                                    |
| Jason Jordan   | Nathan Everhart     | Producteur Senior                                                  |
| Kenny Dykstra  | Kenneth Doane       |                                                                    |
| Michael Hayes  | Michael Seitz       | Président en chef de l'équipe créative et producteur Hall of Famer |
| Molly Holly    | Nora Greenwald      | Hall of Famer                                                      |
| Petey Williams | Peter Williams III  |                                                                    |
| Robert Roode   | Robert Roode        |                                                                    |
| Ryan Katz      | Ryan Katz           |                                                                    |
| Shane Helms    | Gregory Shane Helms |                                                                    |
| Shawn Daivari  | Dara Daivari        |                                                                    |
| TJ Wilson      | Theodore Wilson     |                                                                    |

### Ambassadeurs
| Nom de scène        | Nom réel               | Notes         |
| ------------------- | ---------------------- | ------------- |
| Armando Estrada     | Hazem Ali              |               |
| Ax                  | Bill Eadie             |               |
| Bob Backlund        | Robert Backlund        | Hall of Famer |
| Bubba Ray Dudley    | Mark Lomonaco          | Hall of Famer |
| D-Von Dudley        | Devon Hughes           | Hall of Famer |
| Diamond Dallas Page | Page Falkinburg        | Hall of Famer |
| Eve Torres          | Eve Gracie             |               |
| Honky Tonk Man      | Wayne Farris           | Hall of Famer |
| Hornswoggle         | Dylan Postl            |               |
| Jacqueline          | Jacqueline Moore       | Hall of Famer |
| JBL                 | John Layfield          | Hall of Famer |
| Jerry Lawler        | Jerry Lawler           | Hall of Famer |
| Jesse Ventura       | Jesse Ventura          | Hall of Famer |
| Kelly Kelly         | Barbara Blank Coba     |               |
| Ken Shamrock        | Kenneth Kilpatrick     |               |
| Kevin Nash          | Kevin Scott Nash       | Hall of Famer |
| Kurt Angle          | Kurt Angle             | Hall of Famer |
| Lana                | Catherine Joy Perry    |               |
| Lex Luger           | Lawrence Pfohl         | Hall of Famer |
| Maria Menounos      | Maria Menounos         |               |
| Mark Henry          | Mark Henry             | Hall of Famer |
| Maryse              | Maryse Mizanin         |               |
| Mick Foley          | Michael Foley          | Hall of Famer |
| Mosh                | Charles Warrington     |               |
| Rick Steiner        | Robert Rechsteiner     | Hall of Famer |
| Ricky Steamboat     | Richard Blood Sr.      | Hall of Famer |
| Scott Steiner       | Scott Carl Rechsteiner | Hall of Famer |
| Sean Waltman        | Sean Michael Waltman   | Hall of Famer |
| Sgt. Slaughter      | Robert Remus           | Hall of Famer |
| Smash               | Barry Darsow           |               |
| Tatanka             | Christopher Chavis     |               |
| Tatsumi Fujinami    | Tatsumi Fujinami       | Hall of Famer |
| Ted DiBiase, Sr.    | Theodore DiBiase, Sr.  | Hall of Famer |
| The Boogeyman       | Martin Wright          |               |
| The Godfather       | Charles Wright         | Hall of Famer |
| The Undertaker      | Mark William Calaway   | Hall of Famer |
| Thrasher            | Glenn Ruth             |               |
| Titus O'Neil        | Thaddeus Bullard       | Hall of Famer |
| Trish Stratus       | Patricia Stratigeas    | Hall of Famer |
| Typhoon             | Fred Ottman            | Hall of Famer |
| Victora             | Lisa Marie Varon       |               |

### Personnel des coulisses
| Nom de scène          | Notes                                                       |
| --------------------- | ----------------------------------------------------------- |
| Anthony Mirabella III | Producteur de musique                                       |
| Big E                 | Analyste pour les pré show PLE                              |
| Chris Robinson        | Médecin de bord de ring                                     |
| Jeffrey Dugas         | Directeur médical associé                                   |
| Jeffrey Westerfield   | Médecin de bord de ring                                     |
| Joseph Marron         | Directeur médical                                           |
| Lilian García         | Annonceuse occasionnelle                                    |
| Megan Morant          | Coanimatrice de Raw Talk , The SmackDown Lowdown et Vintage |
| Neil Lawi             | Directeur général de WWE Music Group                        |
| Peter Rosenberg       | Analyste pour les pré show PLE                              |
| Sam Roberts           | Analyste pour les pré show PLE                              |

### Conseil d'administration de TKO
| Nom de scène          | Notes                                                 |
| --------------------- | ----------------------------------------------------- |
| Ari Emanuel           | Fondateur d'Endeavor                                  |
| Brad Kyewell          | Président exécutif d'Uptake Technologies              |
| Carrie A. Wheeler     | PDG de Opendoor                                       |
| Dwayne Johnson        | Copropriétaire de la United Football League           |
| Egon Durban           | Co-PDG de Silver Lake Management                      |
| Jonathan Kraft        | Président du groupe Kraft et des New England Patriots |
| Mark Shapiro          | Président et chef de l'exploitation                   |
| Nancy Tellem          | Directeur des médias d' Eko                           |
| Nick Khan             | Président de la WWE                                   |
| Peter Bynoe           | Conseiller principal chez DLA Piper                   |
| Sonya Medina Williams | Président et directeur exécutif de Reach Resilience   |
| Steve Koonin          | Membre du Conseil d'administration                    |

### Direction générale
| Nom de scène      | Notes                                                                                               |
| ----------------- | --------------------------------------------------------------------------------------------------- |
| Alex Varga        | Vice-président de la stratégie et du développement des revenus                                      |
| Brian Fadem       | Vice-président de la production en ligne                                                            |
| Chris Legentil    | Vice-président senior et responsable des communications mondiales                                   |
| Jim Smallman      | Dénicheur de talents international                                                                  |
| John D'Amico      | Directeur, Gestion de la production d'événements en direct                                          |
| Justin Scalise    | Vice-président exécutif des événements en direct                                                    |
| Lance McConomy    | Directeur principal des opérations de diffusion                                                     |
| Lee Fitting       | Responsable des médias et de la production                                                          |
| Maurice Edelson   | Vice président executif, directeur juridique                                                        |
| Rajan Mehta       | Directeur de la technologie                                                                         |
| Road Dogg         | Vice président des live events Hall of Famer                                                        |
| Scott Smoot       | Vice-président, Production d'événements en direct                                                   |
| Scott Zanghellini | Responsable de la stratégie et du développement des revenus                                         |
| Seth Zaslow       | Vice-président principal, responsable des relations avec les investisseurs                          |
| Shawn Michaels    | Vice-président principal du développement des talents Creative General Manager de NXT Hall of Famer |
| Triple H          | Vice-président exécutif (talents/live events/créatifs) Producteur exécutif Hall of Famer            |
| William Regal     | Vice-président, Développement mondial des talents                                                   |